# Тейлор-Лендінг (Техас)
Тейлор-Лендінг (англ. Taylor Landing) — місто (англ. city) в США, в окрузі Джефферсон штату Техас. Населення — 278 осіб (2020).

## Географія
Тейлор-Лендінг розташований за координатами 29°51′59″ пн. ш. 94°7′46″ зх. д. / 29.86639° пн. ш. 94.12944° зх. д. (29.866342, -94.129497).  За даними Бюро перепису населення США в 2010 році місто мало площу 2,74 км², з яких 2,72 км² — суходіл та 0,02 км² — водойми.

## Демографія
Згідно з переписом 2010 року, у місті мешкало 228 осіб у 91 домогосподарстві у складі 76 родин. Густота населення становила 83 особи/км².  Було 98 помешкань (36/км²).
Расовий склад населення:
| - 93,4 % — білих - 1,8 % — чорних або афроамериканців - 0,9 % — азіатів - 1,3 % — осіб інших рас |

До двох чи більше рас належало 2,6 %. Частка іспаномовних становила 2,2 % від усіх жителів.
За віковим діапазоном населення розподілялося таким чином: 16,2 % — особи молодші 18 років, 60,6 % — особи у віці 18—64 років, 23,2 % — особи у віці 65 років та старші. Медіана віку мешканця становила 52,6 року. На 100 осіб жіночої статі у місті припадало 93,2 чоловіків;  на 100 жінок у віці від 18 років та старших — 89,1 чоловіків також старших 18 років.
Середній дохід на одне домашнє господарство  становив 90 037 доларів США (медіана — 65 625), а середній дохід на одну сім'ю — 92 078 доларів (медіана — 66 250). Медіана доходів становила 100 000 доларів для чоловіків та 42 500 доларів для жінок. 
Цивільне працевлаштоване населення становило 86 осіб. Основні галузі зайнятості: виробництво — 25,6 %, освіта, охорона здоров'я та соціальна допомога — 20,9 %, роздрібна торгівля — 10,5 %, будівництво — 9,3 %.